# جائزة سان مارينو الكبرى 1981
جائزة سان مارينو الكبرى 1981 هو سباق فورمولا 1 أقيم بتاريخ 3 مايو 1981 في حلبة إنزو دينو فيراري، إيمولا، إميليا-رومانيا، إيطاليا. كان الرابع من أصل 15 في بطولة العالم لسباقات الفورمولا واحد موسم 1981. حلّ البرازيلي نيلسون بيكيه أولا بينما جاء الإيطالي ريكاردو باتريس في المركز الثاني وحصل على المركز الثالث الأرجنتيني كارلوس ريوتيمان.